# Зеев Буїм
Зеев Буїм (англ. Zeev Buium; нар. 7 грудня 2005, Сан-Дієго) — американський хокеїст, захисник клубу НХЛ «Міннесота Вайлд». Гравець збірної команди США.

## Ігрова кар'єра
Хокейну кар'єру розпочав 2021 року в системі з розвитку юніорського хокею США (ХЛСШ).
Два сезони відіграв за університетську команду Денвера (НКАА).
2024 року був обраний на драфті НХЛ під 12-м загальним номером командою «Міннесота Вайлд».

## На рівні збірних
У складі юніорської збірної США чемпіон світу 2023 року.
У складі молодіжної збірної США двічі став чемпіоном світу у 2024 та 2025 роках.
У складі збірної команди США чемпіон світу 2025 року.

## Особисте життя
Зеев народився в родині ізраїльських іммігрантів Соріна та Міріам Буїм, і має подвійне громадянство США та Ізраїлю.

## Нагороди та досягнення
- Чемпіон світу серед юніорів — 2023.
- Чемпіон світу на молодіжному рівні — 2024, 2025.
- Чемпіон світу — 2025.

## Статистика

### Клубні виступи
| 2021–22      | США                     | ХЛСШ         | 32 | 2  | 3  | 5  | 10 | — | — | — | — | — |
| 2022–23      | США                     | ХЛСШ         | 23 | 2  | 10 | 12 | 20 | — | — | — | — | — |
| 2023–24      | Денверський університет | НКАА         | 42 | 11 | 39 | 50 | 20 | — | — | — | — | — |
| 2024–25      | Денверський університет | НКАА         | 41 | 13 | 35 | 48 | 44 | — | — | — | — | — |
| 2024–25      | Міннесота Вайлд         | НХЛ          | —  | —  | —  | —  | —  | 4 | 0 | 1 | 1 | 4 |
| Усього в НХЛ | Усього в НХЛ            | Усього в НХЛ | —  | —  | —  | —  | —  | 4 | 0 | 1 | 1 | 4 |

### Збірна
| Рік                | Команда            | Турнір             | Місце              | І  | Г | П  | О  | ШХ |
| ------------------ | ------------------ | ------------------ | ------------------ | -- | - | -- | -- | -- |
| 2023               | США                | ЮЧС18              | 1                  | 7  | 1 | 5  | 6  | 0  |
| 2024               | США                | МЧС                | 1                  | 7  | 3 | 2  | 5  | 4  |
| 2025               | США                | МЧС                | 1                  | 7  | 2 | 4  | 6  | 2  |
| 2025               | США                | ЧС                 | 1                  | 8  | 1 | 3  | 4  | 0  |
| Молодіжна збірна   | Молодіжна збірна   | Молодіжна збірна   | Молодіжна збірна   | 21 | 6 | 11 | 17 | 6  |
| Національна збірна | Національна збірна | Національна збірна | Національна збірна | 8  | 1 | 3  | 4  | 0  |